# Vanikologlasögonfågel
Vanikologlasögonfågel (Zosterops gibbsi) är en fågel i familjen glasögonfåglar inom ordningen tättingar.

## Utseende och läte
Vanikologlasögonfågeln är en liten och rätt rundnätt fågel. Fjäderdräkten är enfärgat gulaktig, med mörkare gulgrön ovansida och ljusare underisdan. Näbben är relativt lång och svart, medan benen är orangefärgade. Vanligaste lätet är ett upprepat och tröttlöst strävt "vruh".

## Utbredning och systematik
Fågeln förekommer på Vanikoro i Salomonöarna och beskrevs så sent som 2008. Den behandlas som monotypisk, det vill säga att den inte delas in i några underarter. 

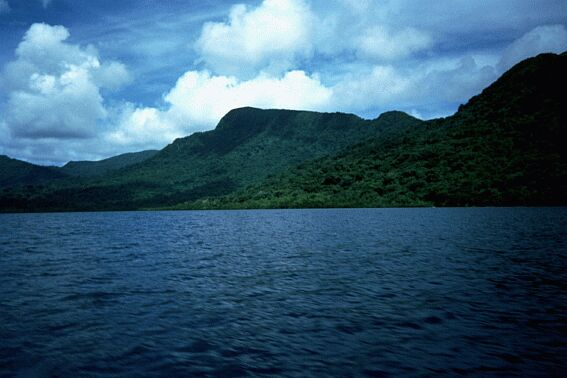
Ön Vanikoro där arten enbart finns.

## Levnadssätt
Vanikologlasögonfågeln är vanlig i högrest skog på över 350 meters höjd. Den är mindre vanlig i kustnära skogar.

## Status
Arten har ett mycket litet utbredningsområde, men beståndet ökar i antal. IUCN kategoriserar arten som livskraftig.